# Alicia Webb
Alicia Webb (Houston, Texas; 4 de mayo de 1979) es una mánager de lucha libre profesional y ex luchadora estadounidense. Era más conocida por sus apariciones en la World Wrestling Federation (WWF) en 1999 con el nombre de ring de Ryan Shamrock, y en la World Championship Wrestling, entre 1999 y 2000, como Symphony.

## Carrera profesional

### World Wrestling Federation (1999)
Webb fue contratada por la World Wrestling Federation para hacer una aparición de una noche inicialmente como modelo. El 11 de enero de 1999, Alicia debutó en Raw como Ryan Shamrock, la hermana menor en kayfabe de Ken Shamrock. Val Venis flirteó con ella en el ring antes de su combate, lo que provocó que Ken Shamrock saliera corriendo y atacara ferozmente a Venis, advirtiéndole que se alejara de ella. Después de darle una paliza a Venis, Billy Gunn apareció en el ring y coqueteó con Ryan. Ken entonces fue a por Gunn, retándole a un combate por el WWE Intercontinental Championship en el Royal Rumble.
El 25 de enero, Ryan fue presentada oficialmente a los espectadores por Val Venis. Se reveló que había protagonizado con Venis la película pornográfica ficticia Saving Ryan's Privates. En el evento St. Valentine's Day Massacre: In Your House, Ryan abofeteó a Ken en la cara, lo que le hizo perder su combate contra Venis más tarde. El 13 de febrero, Ken Shamrock atacó con saña a Val Venis y a los árbitros de la WWF durante una entrevista. El 15 de febrero, Ryan ayudó a Venis a ganar su combate después de que ella fuera accidentalmente derribada del apron, sólo para ser abandonada por Venis a continuación. Esa misma noche, en el backstage, Billy Gunn intentó consolar a Ryan sólo para ser atacado por detrás por Ken. El 1 de marzo, Ryan bajó al ring durante un combate en el que participaban Venis, Shamrock y Goldust y después fue besada por Goldust.
El 8 de marzo, Ryan dirigió a Goldust en un combate contra Ken. En WrestleMania XV, Ryan y The Blue Meanie estuvieron en la esquina de Goldust en el combate Fatal Four Way por el WWE Intercontinental Championship, que Road Dogg retuvo. En el episodio del 5 de abril de Raw, The Undertaker y sus discípulos decidieron sacrificar a Ryan como forma de enviar un mensaje a Stephanie McMahon y Vince McMahon. La semana siguiente, el 12 de abril, Ryan fue encontrado por Mankind en la sala de calderas. Más tarde en la noche, The Undertaker reveló a Ken que Ryan estaba en la sala de calderas. Cuando Ken encontró a Ryan, que estaba siendo consolado por Mankind, fueron atacados por el Ministerio de la Oscuridad y The Undertaker la agarró por el pelo y la llamó "pequeña zorra".
Tras desaparecer de la WWF durante más de un mes, Ryan regresó en el episodio WWF Heat del 16 de mayo, distrayendo a Droz durante un combate por equipos, provocando una derrota contra The Brood. A continuación, Ryan se unió a la cuadra Pretty Mean Sisters (PMS) junto a Terri Runnels y Jacqueline. y se presentó como heel junto a Terri Runnels y Jacqueline Moore. En un episodio de Raw, GTV reveló imágenes de las Pretty Mean Sisters en el vestuario con toallas. Después de estar con el SPM durante tres meses, Webb fue liberada de la WWF en julio de 1999.
Webb afirmó posteriormente que fue liberada porque se negó a firmar un contrato de cinco años con la empresa. Otras acusaciones fueron que Joanie Laurer la odiaba y que a menudo se metía con sus pertenencias en el vestuario. Al parecer, Vince McMahon planeaba hacer un ángulo de incesto entre Webb y su hermano Ken Shamrock, con el que salía en la vida real por aquel entonces.

### Etapa posterior a la WWE
Webb debutó en la National Wrestling Alliance como Ryan Shamrock, compitiendo en un combate en traje de noche contra Bobcat el 30 de octubre de 1999. A continuación, luchó en el circuito independiente contra luchadoras como Nicole Bass, Kara Slice y Taylor Matheny, además de dirigir a Ken Shamrock. A finales de 1999, Webb debutó en la World Championship Wrestling (WCW) en su programa WCW Nitro como Symphony, la ayudante de cámara de The Maestro. Se la describía como "muy simpática" y también cultivaba flores y rosas. El 23 de diciembre de 1999, Symphony, Madusa y Spice aparecieron en una promoción con Evan Karagias para mostrar cómo "actúan" las mujeres. El 21 de febrero de 2000, Symphony rechazó una cita de Buff Bagwell. Después de manejar a The Maestro durante cinco meses, éste fue liberado de la WCW. En agosto de 2000, Webb también fue liberada de la WCW.
Webb debutó en la NWA Total Nonstop Action (TNA) como Aleesha. A continuación, Webb comenzó a aparecer como buscadora de talentos, apareciendo en la rampa y aceptando dinero de diferentes luchadores. La historia no llegó a ninguna parte y Webb dejó la promoción poco después. En mayo de 2007, Webb comenzó a trabajar con la promoción mexicana AAA mientras dirigía a X-Pac, con quien también salió durante este tiempo. Mientras manejaba a X-Pac, Webb formó parte de La Legión Extranjera hasta 2009. El 17 de agosto de 2013, Webb dirigió a Daivari en un combate en el que perdió contra Matt Hardy, quien era manejado por Reby Sky.

## Vida personal
Webb se casó con Marcello DelGrosso. La pareja tuvo un hijo, llamado Phoenix, que nació en 2003.